# Lista över politiska affärer
Detta är en lista över politiska affärer.
En affär omnämns ibland som en skandal eller karusell.

## Finland
- 2003 – Irakskandalen ledde till att Finlands dåvarande statsminister Anneli Jäätteenmäki måste avgå.

## Frankrike
- 1894 – Dreyfusaffären

## Israel
- 1954 – Lavonaffären

## Libyen
- 1988 – Lockerbieaffären

## Storbritannien
- 1963 – Profumoaffären

## Sverige
- 1881 – Hamiltonaffären
- 1948 – Kejneaffären
- 1952 – Haijbyaffären
- 1952 – Catalinaaffären
- 1959 – Hjalmarsonaffären
- 1961 – Vårbyaffären
- 1961 – Sätraaffären
- 1968 – Wedénaffären
- 1973 – IB-affären
- 1975 – Sjukhusspionaffären
- 1976 – Bordellhärvan
- 1977 – Geijeraffären
- 1981 – Telubaffären
- 1983 – Raineraffären
- 1985 – Harvardaffären
- 1986 – Boforsaffären
- 1988 – Ebbe Carlsson-affären
- 1995 – Tobleroneaffären
- 1995 –  Motalaskandalen
- 1996 – Sigvard Marjasins avklippta representationskvitton
- 2000 – Freivaldsaffären
- 2003 – Gudrun Schymans skattefusk
- 2005 – Egyptenavvisningarna
- 2006 – Tsunamiaffären – regeringens hantering av jordbävningen i Indiska oceanen 2004
- 2006 – Stängningen av Sverigedemokraternas webbplatser
- 2006 – Dataintrångsaffären
- 2006 – Ministeraffären vid tillsättandet av regeringen Reinfeldt
- 2007 – Schenströmaffären
- 2010 – Littorinaffären
- 2010 – Primeaffären
- 2011 – Juholtaffären
- 2012 – Järnrörsskandalen
- 2016 – Kaplanskandalen [1]
- 2017 – Transportstyrelsens IT-skandal

## Tyskland
- 1962 – Spiegelaffären
- 1974 – Guillaume-affären
- 1982 – Flickaffären
- 1983 – Hitlers dagböcker
- 1987 – Barschel-affären

## USA
- 1972 – Watergateskandalen
- 1987 – Iran-contras-affären
- 1998 – Lewinskyaffären
- 2004 – Abu Ghurayb-skandalen

## Källförteckning
1. ↑  ”10 politiska skandaler som skakade Sverige”. Listor.se. 2 mars 2019. https://www.listor.se/varlden/10-politiska-skandaler-som-skakade-sverige/. Läst 6 november 2019.